# Boucles de l'Aulne 2025
La Boucles de l'Aulne 2025, ottantacinquesima edizione della corsa, valida come evento dell'UCI Europe Tour 2025 categoria 1.1 e come nona prova della Coppa di Francia 2025, si svolse l'8 maggio 2025 su un percorso di 183,1 km, con partenza e arrivo a Châteaulin, in Francia. La vittoria fu appannaggio del britannico Lewis Askey, il quale completò il percorso in 4h16'26", alla media di 42,842 km/h, precedendo i francesi Benoît Cosnefroy e Clément Venturini.
Sul traguardo di Châteaulin 69 ciclisti, dei 116 partiti dalla medesima località, portarono a termine la competizione.

## Squadre e corridori partecipanti
| N.    | Cod. | Squadra                         |
| ----- | ---- | ------------------------------- |
| 1-7   | COF  | Cofidis                         |
| 11-17 | GFC  | Groupama-FDJ                    |
| 21-27 | DAT  | Decathlon AG2R La Mondiale Team |
| 31-37 | ARK  | Arkéa-B&B Hotels                |
| 41-47 | MOV  | Movistar Team                   |
| 51-57 | TBV  | Bahrain Victorious              |
| 61-67 | IPT  | Israel-Premier Tech             |
| 71-77 | TEN  | TotalEnergies                   |
| 81-87 | RKT  | Unibet Tietema Rockets          |

| N.      | Cod. | Squadra                           |
| ------- | ---- | --------------------------------- |
| 91-97   | CJR  | Caja Rural-Seguros RGA            |
| 101-107 | BBH  | Burgos-Burpellet-BH               |
| 111-117 | EKP  | Equipo Kern Pharma                |
| 121-127 | WB2  | Wagner Bazin WB                   |
| 131-137 | AUB  | St Michel-Preference Home-Auber93 |
| 141-147 | VRR  | Van Rysel-Roubaix                 |
| 151-157 | UCN  | CIC-U-Nantes                      |
| 161-167 | NMC  | Nice Métropole Côte d'Azur        |

## Ordine d'arrivo (Top 10)
| Pos. | Corridore              | Squadra       | Tempo    |
| ---- | ---------------------- | ------------- | -------- |
| 1    | Lewis Askey            | Groupama      | 4h16'26" |
| 2    | Benoît Cosnefroy       | Decathlon     | a 2"     |
| 3    | Clément Venturini      | Arkéa         | s.t.     |
| 4    | Sandy Dujardin         | TotalEnergies | s.t.     |
| 5    | Pau Miquel             | Kern          | s.t.     |
| 6    | Thomas Silva           | Caja Rural    | s.t.     |
| 7    | Lukáš Kubiš            | Unibet        | s.t.     |
| 8    | Francisco Joel Peñuela | Caja Rural    | s.t.     |
| 9    | Gonzalo Serrano        | Movistar      | s.t.     |
| 10   | Johan Meens            | Wagner        | s.t.     |